# Pseudophyllodes
Pseudophyllodes is een geslacht van vlinders van de familie spinners (Lasiocampidae).

## Soorten
- P. babooni (Bethune-Baker, 1908)
- P. cardinalis Holloway, 1976
- P. castanea (Joicey & Talbot, 1917)
- P. dinawa (Bethune-Baker, 1904)
- P. hades (Bethune-Baker, 1908)
- P. mafala (Bethune-Baker, 1908)
- P. melanospilotus (Joicey & Talbot, 1917)
- P. nigrostrigata Bethune-Baker, 1910
- P. purpureocastanea (Rothschild, 1916)
- P. rubiginea (Bethune-Baker, 1904)